# يهودية التوراة
التوراة اليهودية هي بحسب مصطلحات اللغة الإنجليزية التي يستخدمها عدد من الجماعات اليهودية الأرثوذكسية لوصف اليهودية على نحو يجري على أساس الالتزام بقوانين ميتزفة التوراة كما شرح في هالاخاه الأرثوذكسية. وتشمل هذه القوانين كل من الكتاب المقدس و الميتزفة الربانية.
«التوراة اليهودية» هو أيضا مفهوم ايديولوجي مستخدم من قبل بعض المفكرين الأرثوذكسية لوصف حركتهم بوصفها المذب اليهودي الوحيدالذي يؤمن بالقيم اليهودية التقليدية.
أتباع يهودية التوراة قد يتبعون أيضاً دعاس التوراة، أي يتبعون المبادئ التوجيهية من الحاخامات أو الحاكامات بناءاً على التلمود. في الآونة الأخيرة، هؤلاء الحاكامات قد يشملون التابعين الريبا (الحاخامات الحسيدية)، روش اليشيفا (عمداء المعاهد الدينية يشيفا)،و البوسيك، غالباً ما يُعرفون بالخبراء في شولحان عاروخ. (تمييز هذا البوسيك غالباً ما يقتصر على المجتمعات الحريدية، خلافاً لليهودية الأرثوذكسية الحديثة، على الرغم من أن هؤلاء هم أيضاً متعصبين للتوراة).